# 아르세날 FC
아르세날 푸트볼 클루브(스페인어: Arsenal Fútbol Club)는 아르헨티나 부에노스아이레스 주의 아베야네다 인근에 위치한 도시인 사란디를 연고지로 하는 축구 클럽이다.
클럽의 홈 구장은 흔히 El Viaducto(고가다리)라는 별칭으로 불리는 에스타디오 훌리오 움베르토 그론도나인데 이는 클럽 설립자의 이름을 딴 것이다. 아르헨티나에서 긴 역사를 가진 명문팀은 아니지만, 코파 수다메리카나 2007 우승을 차지하면서 한때 주목을 받았었다.

## 역사

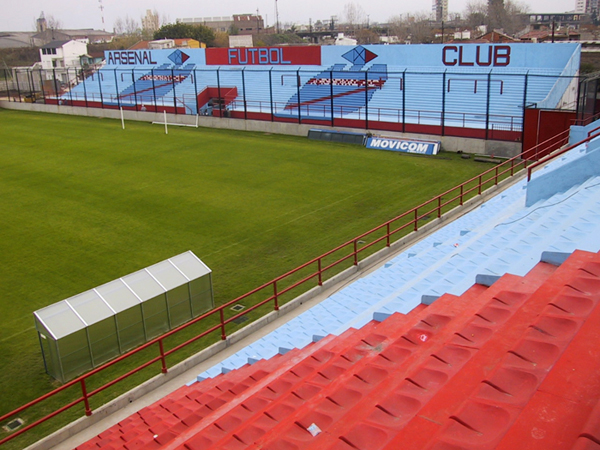
아르세날 데 사란디의 홈 구장인 에스타디오 훌리오 움베르토 그론도나

1957년 잉글리시 프리미어리그 아스널 FC에 빠져 있었던 엑토르와 훌리오 움베르토 그론도나(Héctor y Julio Humberto Grondona) 형제에 의해 창설되었다. 주변 축구팀의 영향을 받아 유니폼은 인근 지역의 명문팀인 라싱 클럽(하늘색)과 인데펜디엔테(빨간색)의 색상을 골랐고, 리버 플레이트의 유명한 대각선 띠도 집어넣었다.
설립자 훌리오 움베르토 그론도나는 나중에 인데펜디엔테의 구단주가 되었고, 아르헨티나 축구협회 회장이 되었으며, FIFA 부회장까지 지내기도 하였다. 현재 클럽의 회장은 엑토르의 아들인 훌리오 리카르도 그론도나가 맡고 있다. 하부 리그에서 출발한 아르세날은 1962년, 1986년 차례로 상위리그에 승격하고 1992년엔 프리메라 B 나시오날에, 2002년에는 결국 프리메라 디비시온까지 올라오게 되었다.

## 우승 기록
- 코파 수다메리카나: 2007년

## 선수 명단

### 현역
참고: FIFA 자격 규정에 따라 소속된 국가대표팀 국기를 표시합니다. 선수는 복수의 FIFA 비회원국 국적을 가지고 있을 수 있습니다.
| 번호 | 포지션 | 국적     | 이름            |
| ---- | ------ | -------- | --------------- |
| 9    | FW     | 콜롬비아 | 플라비안 론도뇨 |

| 번호 | 포지션 | 국적     | 이름              |
| ---- | ------ | -------- | ----------------- |
| 36   | MF     | 파라과이 | 알프레도 아마릴라 |

## 역대 감독
| 감독            | 임기        |
| --------------- | ----------- |
| 호르헤 부루차가 | 2002 ~ 2005 |
| 구스타보 알파로 | 2006 ~ 2008 |
| 호르헤 부루차가 | 2009 ~ 2010 |
| 구스타보 알파로 | 2010 ~ 2014 |